# La Traversée des apparences
La Traversée des apparences (The Voyage Out) est le premier roman de Virginia Woolf, publié au Royaume-Uni en 1915 par son demi-frère l'éditeur Gerald Duckworth (1870-1937), puis aux États-Unis en 1920 par Doran. 
C'est un roman de satire sociale, l'un de ceux où Virginia Woolf montre le plus d'esprit, doublé de la recherche de soi d'une jeune femme.
Dans les éditions disponibles en français, le titre The Voyage Out a reçu plusieurs traductions : outre La Traversée des apparences (traduction de Ludmila Savitzky), on note Croisière (traduction d'Armel Guerne) et Traversées (traduction de Jacques Aubert).

## Résumé
Rachel Vinrace s'embarque pour l'Amérique du Sud sur un des bateaux de son père, et elle se trouve lancée dans un parcours qui l'amène à la découverte de soi dans une version moderne du voyage initiatique. En longeant les côtes du Portugal, le capitaine est contraint de prendre à son bord Richard et Clarissa Dalloway. Rachel est impressionnée par ce couple qui gravite dans les milieux les plus huppés. Elle est surtout séduite par l'assurance de Clarissa en qui elle voit une femme accomplie.  Le vernis se fendille toutefois un peu quand, seule avec Mr Dalloway, ce dernier tente de lui ravir un baiser. Les gens ayant tout pour réussir semblent donc aussi des êtres en proie au désir et à l'envie qu'ils masquent par leur duplicité.  Bien que les Dalloway quittent bientôt le navire à une escale, Rachel reste perplexe. 
Sa tante, Mrs. Ambrose, femme posée et intelligente, qui a pour sa nièce des attentions toutes maternelles, s'aperçoit des émois de Rachel et convainc son frère de la lui confier une fois arrivés à destination, en Amérique du Sud.  Mrs. Ambrose possède en effet une villa dans les montagnes dominant l'hôtel où les Européens descendent dans cette région exotique. Elle accorde à Rachel une vaste chambre et des heures de tranquillité pour s'adonner à la lecture et à la musique.  C'est sans compter sur les jeunes gens qui montent de la vallée pour lui rendre visite ou qui viennent à tout moment lui demander de descendre pour prendre le thé sur le terrain de l'établissement où s'entasse un tas de riches oisifs, principalement britanniques, dont l'activité cardinale se limite au commérage et à la médisance. Peu aguerrie à ce jeu de société, Rachel accumule les déconvenues, mais elle fait aussi la rencontre de Terence Hewet et sent poindre en elle un sentiment amoureux timidement partagé.  Sur ces entrefaites, pour secouer la monotonie des jours, on décide d'une excursion sur le fleuve qui s'enfonce à l'intérieur des terres sauvages. Rachel et Terence sont du voyage, mais, au retour, la jeune fille tombe grièvement malade.

## Thème
L'incohérente cohue des passagers sur le bateau en route vers l'Amérique du Sud et les excentricités des clients de l'hôtel où séjournent les Européens sur les bords du fleuve sud-américain donnent à Virginia Woolf l'occasion de se moquer du mode de vie édouardien. Cette satire sociale sert de toile de fond au deuxième thème, celui du passage de l'adolescence à l'âge adulte d'une jeune femme.

## Réception
E. M. Forster voyait dans l'ouvrage « un livre étrange, tragique et inspiré, qui se déroule dans une Amérique du Sud introuvable sur aucune carte et atteinte par un bateau qui ne flotterait sur aucune mer, une Amérique imaginaire aux confins de Xanadu et d'Atlantis… C'est un roman qui n'a peur de rien… Voici enfin un livre qui permet d'atteindre à l'unité aussi sûrement que Les Hauts de Hurlevent, même si c'est par une autre voie ».

## Éditions françaises
(liste non exhaustive. Source : Bibliothèque nationale de France)
- La Traversée des apparences ; traduction de Ludmila Savitzky, préfacé par Max-Pol Fouchet, Paris : Le Cahier gris, 543 p., 1948 (BNF 31667611)
- Croisière ; traduction d'Armel Guerne, Paris, R. Marin, 439 p., 1952 ; réédition Les Belles lettres, 464 p., 2016  (ISBN 978-2-251-21027-8))
- La Traversée des apparences ; traduction de Ludmila Savitzky, Paris : Flammarion, 465 p., 1977  (ISBN 2-08-060920-3)
- Traversées ; traduction de Jacques Aubert dans Œuvres romanesques complètes, tome I, Paris : Gallimard, collection « Bibliothèque de La Pléiade », 2012

## Éditions originales anglaises
- The Voyage Out, Londres, Gerald Duckworth and Company, 1915
- The Voyage Out, New York, Doran, 1920